# Jiří August Nasavsko-Idsteinský
Jiří August Samuel Nasavsko-Idsteinský (26. února 1665 Idstein – 26. října 1721 Biebrich) byl od roku 1677 nasavsko-idsteinským hrabětem a o roku 1688 knížetem.

## Život
Jiří August se narodil v Idsteinu jako syn hraběte Jana Nasavsko-Idsteinského (1603–1677) a jeho druhé manželky Anny Leiningensko-Dagsbursko-Falkenburské (1625–1688).
Jiřímu bylo 12 let, když zemřel jeho otec a on se stal dědicem hrabství. Vládu za něj převzali dva regenti: hrabě Jan Kašpar Leiningensko-Dagsburský a hrabě Jan August ze Solms. Jiří August studoval v Gießenu, Štrasburku a Paříži, později v Anglii a Brabantsku. Během své kavalírské cesty navštívil mnoho evropských dvorů; zvláště na něj zapůsobil dvůr ve Versailles. V roce 1683 se podílel na obraně Vídně během obléhání a bitvy u Vídně. Na své 18. narozeniny se stal vládnoucím hrabětem. 4. srpna 1688 jej císař Leopold I. povýšil, za odměnu za jeho služby ve Vídni a také za velkou peněžní částku, na knížete.
22. listopadu 1688 se oženil s princeznou Henriettou Dorotheou z Oettingen-Oettingenu (14. listopadu 1672 – 23. května 1728), dcerou knížete Albrechta Arnošta I. Oettingenského a Kristýny Frederiky Württemberské. Měli spolu dvanáct dětí tři syny a devět dcer. Dvě dívky a všichni chlapci však zemřeli v raném dětství.
Město Wiesbaden i celé Nasavsko-idsteinské hrabství trpělo během třicetileté války a poté znovu v roce 1675 za epidemie moru. Tyto události přežilo z původních 1800 obyvatel jen několik desítek lidí. Za vlády Jiřího Augusta hrabství zažilo rozmach. Inicioval řadu stavebních projektů. Dokončil palác v Idsteinu, postavil park Herrengarten a Bažantí park ve Wiesbadenu, nechal vytvořit francouzský park na břehu Rýna v Biebrichu a nechal předělat městský palác ve Wiesbadenu.
Jiří August zemřel 26. října 1721 ve věku 66 let na neštovice, stejně jako jeho dvě nejmladší dcery.

## Potomci
S manželkou měl Jiří August dvanáct potomků:
- 1. Fridrich Arnošt Nasavsko-Idsteinský (27. 8. 1689 Idstein – 21. 3. 1690 tamtéž)
- 2. Kristýna Luisa Nasavsko-Idsteinská (31. 3. 1691 Idstein – 13. 4. 1723 Aurich)
  - ⚭ Jiří Albert z Ostfrieslandu (13. 6. 1690 – 11. 6. 1734)
- 3. Šarlota Eberhardina Nasavsko-Idsteinská (16. 7. 1692 Idstein – 6. 2. 1693 tamtéž)
- 4. Henrietta Šarlota Nasavsko-Idsteinská (9. 11. 1693 Idstein – 8. 4. 1734 Delitzsch)
  - ⚭ 1711 Mořic Vilém Sasko-Merseburský (5. 2. 1688 Merseburg – 21. 4. 1731 tamtéž), vévoda sasko-merseburský od roku 1694 až do své smrti, v době nezletilosti za něj vládla matka
- 5. Eleonora Šarlota Nasavsko-Idsteinská (28. 11. 1696 Idstein – 8. 12. 1696 tamtéž)
- 6. Albertina Juliána Nasavsko-Idsteinská (29. 3. 1698 Idstein – 9. 10. 1722 Marksuhl)
  - ⚭ 1713 Vilém Jindřich Sasko-Eisenašský (10. 11. 1691 Oranjewoud – 26. 7. 1741 Eisenach), vévoda sasko-eisenašský od roku 1729 až do své smrti
- 7. Augusta Frederika Nasavsko-Idsteinská (17. 8. 1699 Idstein – 8. 6. 1750 Kirchheim unter Teck)
  - ⚭ 1723 Karel August Nasavsko-Weilburský (17. 9. 1685 Weilburg – 9. 11. 1753 tamtéž), diplomat, kníže nasavsko-weilburský od roku 1719 až do své smrti
- 8. Johanetta Vilemína Nasavsko-Idsteinská (14. 9. 1700 Idstein – 2. 6. 1756 Lemgo)
  - ⚭ 1719 hrabě Šimon Jiří Adolf z Lippe-Detmoldu (25. 1. 1694 Detmold – 12. 10. 1734 tamtéž)
- 9. Fridrich August Nasavsko-Idsteinský (30. 4. 1702 Idstein – 30. 1. 1703 tamtéž)
- 10. Vilém Samuel Nasavsko-Idsteinský (14. 2. 1704 Idstein – 4. 5. 1704 tamtéž)
- 11. Alžběta Františka Nasavsko-Idsteinská (17. 9. 1708 – 7. 11. 1721 tamtéž)
- 12. Šarlota Luisa Nasavsko-Idsteinská (17. 3. 1710 – 4. 11. 1721 Biebrich)